# Neohydrocoptus sharpi
Neohydrocoptus sharpi is een keversoort uit de familie diksprietwaterkevers (Noteridae). De wetenschappelijke naam van de soort werd in 1883 gepubliceerd door E. Wehncke.